# Якопо II Бароцци
Якопо II Бароцци (Iacopo II Barozzi) (ум. 1308) — сеньор островов Санторини и Теразия.
Старший сын венецианского адмирала Андреа Бароцци (ум. 1279), внук герцога Кандии Якопо I Бароцци (ум. 1248).
Начиная с Карла Хофа (Karl Hopf), историки считали, что Бароцци получили Санторино во время Четвёртого крестового похода, в 1270 г. остров был отвоёван Византией, и Якопо II в свою очередь отвоевал его в тот период, когда занимал должность байло Негропонта. Сейчас эта точка зрения отвергнута, так как установлено, что он стал сеньором острова не ранее 1301 года, а его отец и дед в таком качестве в прижизненных документах не упоминаются.
В 1290 Ректор Ханья. 1295—1297 гг. венецианский байло триархии Негропонта (Эвбеи). Герцог (губернатор) Кандии (1301—1303). Венецианский совет предоставил ему флот из восемнадцати галер.
В 1270-е годы Византия отвоевала несколько греческих островов, включая Санторин. В 1296 г. началась Византийско-венецианская война (1296-1302). В 1301 году герцог Наксоса Гульельмо I Санудо организовал экспедицию с целью восстановления своей власти над островами Эгейского моря. Её результат неясен, но в 1302 году в договоре между византийским императором Андроником II Палеологом и Венецией последняя признаётся владельцем Санторина, а сеньором острова указан Якопо II Бароцци (dominator insularum Sancte Erini et Thyrasie).
Недовольный таким исходом, Гульельмо I Санудо захватил возвращавшегося с Кандии Якопо II Бароцци, но по требованию Венеции отпустил (16 ноября 1303).
В 1306 году он временно владел островом Нисирос.
Якопо II Бароцци умер в 1308 году. Ему наследовал сын — Андреа II.